# استاد عیسی شیرازی

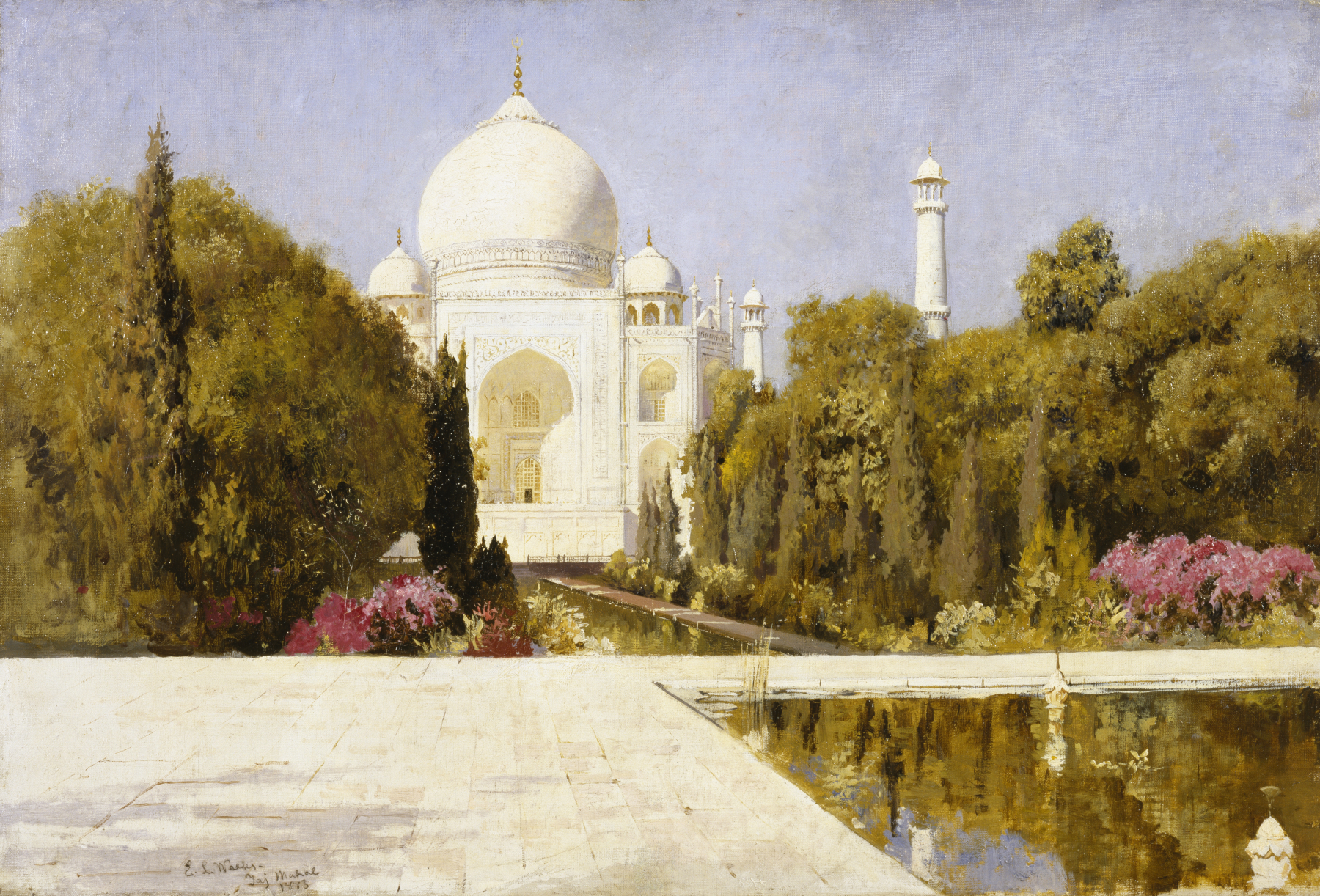
بنای تاج محل، معماری‌شده توسط استاد عیسی خان

استاد عیسی شیرازی نقشه‌نویس یا عیسی‌خان طراح و معمار ایرانی بنای معروف تاج محل در هندوستان است.
استاد عیسی شیرازی از هنرمندان و معماران به‌نام شیرازی قرن یازدهم است.
عمده شهرت وی به‌خاطر آن است که طراحی واجرای بنای تاج محل در شهر آگرا هندوستان را به او نسبت می‌دهند. این بنا «آرامگاه ارجمند بانو» ملقب به «ممتاز محل» است؛ او ملکه ایرانی شاه جهان، پنجمین پادشاه گورکانی هند بود. گفته می‌شود برای ساخت این بنا بیست هزار کارگر، استاد کار، معمار، سنگ‌تراش، نقاش، فلزکار، و جواهر تراش به مدت بیست و دو سال کار کرده‌اند.
در متون تاریخی به نام «استاد عیسی شیرازی نقشه نویس» و «امانت خان شیرازی طغرانویس» اشاره شده‌است. اما در برخی از متن‌های جدیدتر، به‌شخصی به‌نام استاد احمد لاهوری به‌عنوان معمار تاج محل اشاره شده‌است.
استاد عیسی شیرازی از هنرمندان و معماران به‌نام در قرن یازدهم است.